# Aerenea setifera
Aerenea setifera är en skalbaggsart som beskrevs av Thomson 1868. Aerenea setifera ingår i släktet Aerenea och familjen långhorningar. Inga underarter finns listade i Catalogue of Life.